# Agnara ryukyensis
Agnara ryukyensis är en kräftdjursart som beskrevs av Nunomura 2003B. Agnara ryukyensis ingår i släktet Agnara och familjen Agnaridae. Inga underarter finns listade i Catalogue of Life.